# La verbena de la Paloma (pel·lícula de 1921)
La verbena de la Paloma és una pel·lícula espanyola muda en blanc i negre dirigida por José Buchs Echeandia basada en la sarsuela homònima. Es va convertir en la primera pel·lícula d'èxit de la productora Atlántida SACE, la més important a Espanya durant els anys 1920. Un dels motius de l'èxit de la pel·lícula va estar en la música utilitzada en ella que va ser de Tomás Bretón, usant la utilitzada en l'obra original, i del seu propi fill. El paper de Julián li va ser encomanat a Florián Rey, en aquells dies anomenat Antonio Martínez, famós en la seva faceta com a actor i amic del director que anys més tard començaria en la funció de director.
Durant molts anys es va considerar una pel·lícula perduda fins que el 2006 Pepita Pedra, resident de Balaguer, en va fer donació d'una còpia a la Filmoteca de Catalunya, qui en va dur a terme la restauració.